# Острови принца Монако
49°36′46″ пд. ш. 69°14′11″ сх. д. / 49.6129° пд. ш. 69.2365° сх. д.
Острови принца Монако —  невеликий архіпелаг, розташований на південний захід від Гранд-Тер, головного острова архіпелагу Кергелен в Індійському океані. Таким чином, вони входять до складу Французьких Південних та Антарктичних Територій (ФПАТ).

## Географія
Площа острова складає 6675 км
Острови Принца Монако розташовані в затоці Одєрн, за 500 метрів від краю півострова Ла Бурдоне, який є геологічним розширенням. Вони мають два основних острова, які називаються Північним і Південним островами принца Монако, розділених лише дуже вузьким каналом, а також різними острівцями та скелями. Найбільший острів, найпівденніший, має довжину трохи більше 3 км і 1,7  км у найширшій точці. Його найвища точка досягає 99 метрів, найвищої точки з усіх островів. Його крайня південна точка — Пуант-де-л'Океанографія.
За 2,5  км на схід вони стикаються з острівцями Жубен, які є їхніми аналогами для півострова Бугенвіль.

## Топоніми
Острови були названі Раймоном Ральє дю Баті в 1908/1909 роках і  на честь князя Монако Альберта I ( 1848–1922) 1 , якого прозвали « Принц-мореплавець ». Існує також перевал Принс-Альберт між островом Іль-Лонґ і півостровом Ронарк на захід від головного острова архіпелагу Кергелен.